# Гондорф
Гондорф (њем. Gondorf) општина је у њемачкој савезној држави Рајна-Палатинат. Једно је од 235 општинских средишта округа Ајфелкрајс Битбург-Прим. Према процјени из 2010. у општини је живјело 273 становника. Посједује регионалну шифру (AGS) 7232044.

## Географски и демографски подаци
Гондорф се налази у савезној држави Рајна-Палатинат у округу Ајфелкрајс Битбург-Прим. Општина се налази на надморској висини од 310 метара. Површина општине износи 3,8 km². У самом мјесту је, према процјени из 2010. године, живјело 273 становника. Просјечна густина становништва износи 73 становника/km².